# Carcelia flavirostris
Carcelia flavirostris là một loài ruồi trong họ Tachinidae.